# Коб антилопа
Коб или коб антилопа (лат. Kobus kob) је афрички сисар из фамилије шупљорожаца (Bovidae).

## Угроженост
Ова врста није угрожена, и наведена је као последња брига јер има широко распрострањење.

## Распрострањење
Ареал Коба обухвата већи број држава у Африци. Врста има станиште у Бенину, Буркини Фасо, Гани, Гвинеји Бисао, Етиопији, Камеруну, ДР Конгу, Малију, Нигерији, Нигеру, Обали Слоноваче, Сенегалу, Судану, Тогу, Уганди, Централноафричкој Републици и Чаду.
Врста је изумрла у Гамбији, Танзанији и Кенији.
Присуство је непотврђено у Мауританији и Сијера Леонеу.

## Станиште
Станишта врсте су саване, травна вегетација, екосистеми ниских трава и шумски екосистеми, језера и језерски екосистеми, речни екосистеми и слатководна подручја.